# Аљоша
Аљоша (рус. Алёша) је руско име које потиче из грчког језика, а варијанта је енглеског и немачког Alexis, односно имена словенског имена Алексеј. 

## Популарност
У Словенији је ово име било на 124. месту по популарности 2007. године.